# Breitenberg (Holsten)
Breitenberg er en by og kommune i det nordlige Tyskland, beliggende i Amt Breitenburg under Kreis Steinburg. Kreis Steinburg ligger i den sydvestlige del af delstaten Slesvig-Holsten.

## Geografi
Breitenberg ligger omkring 10 kilometer øst for Itzehoe, ved floden Stör.

## Historie
Breitenberger Kirke blev indviet den 7. august 1768 med musik komponeret af Georg Philipp Telemann.